# سانتياغو-بونتونيس
بلدية سانتياغو-بونتونيس (بالإسبانية: Santiago-Pontones) هي بلدية تقع في مقاطعة خاين التابعة لمنطقة أندلوسيا جنوب إسبانيا.

## الديموغرافيا
بلغ عدد سكان بلدية سانتياغو-بونتونيس 3.655 نسمة عام 2011 (وفقاً للمعهد الوطني للإحصاء الإسباني).
| 5.021 | 4.520 | 4.316 | 4.131 | 3.944 | 3.758 | 3.655 |